# باريس جاكسون (لاعب كرة قدم كندية)
باريس جاكسون هو لاعب كرة قدم كندية كندي، ولد في 24 يوليو 1980 في فانكوفر في كندا.